# Legend of the demigods
Legend of the demigods 搜神傳 is een TVB-serie uit 2008. Het openingslied wordt gezongen door Linda Chung en heet "Swear" (發誓), dit lied is een van de liedjes in het muziekalbum Lady in Red. In de muziekclip zijn scènes uit Legend of the Demigods te zien. De serie zit vol taoïstische goden en godinnen.

## Rolverdeling
- Linda Chung als Ho Choi Mui/Gwai Choi-Chi
- Sunny Chan als An Hei (spreek uit als [Aan Heej]) 晏喜
- Benny Chan als Shek Kam-Dong
- Nancy Wu als Kar Lau Lo 迦樓羅
- Stephen Au als zwaardgod
- Kara Hui
- Yuen Wah
- Charmaine Li
- Halina Tam als de heks Tin Chuen 無極天尊
- Chan Hoi-Yee
- Dai Yiu-Ming als Lai Tsung 賴松/Lan Tsung 懶蟲
- Ma Hoi-Lun 馬海倫 als bedomaatje 床頭婆婆/aarde godin
- Tsui Chi-Ming 余子明 als Tai shang lao jun 太上老君
- Law Kwun-Cho 羅君左 als aardgod
- Anderson Junior als Wong Tai Sin

Best selling secrets 同事三分親 · Legend of the demigods 搜神傳 · Wars of in-laws II 野蠻奶奶大戰戈師奶 · Wasabi mon amour 和味濃情 · The master of tai chi 太極 · A journey called life 金石良缘 · The silver chamber of sorrows 銀樓金粉 · The money-maker recipe 師奶股神 · Dressage to win 盛裝舞步愛作戰 · Speech of silence 甜言蜜語 · When a dog loves a cat 當狗愛上貓 · Your class or mine 尖子攻略 · The four 少年四大名捕 · Survivor's law II 律政新人王II · The gentle crackdown II 秀才愛上兵 · The seventh day 最美麗的第七天 · D.I.E. 古靈精探 · Catch me now 原來愛上賊 · Forensic heroes II 法證先鋒II · Love exchange 疑情別戀 · Last one standing 與敵同行 · Moonlight resonance 溏心風暴之家好月圓 · The gem of life 珠光寶氣 · When Easterly Showers Fall on the Sunny West 東山飄雨西關晴 · Off pedder 畢打自己人 · Pages of treasures Click入黃金屋